# Decatur (Teksas)
Decatur – miasto w stanie Teksas, w Stanach Zjednoczonych, siedziba administracyjna hrabstwa Wise. Według danych z 2023 roku liczy 8016 mieszkańców. Nazwane na cześć Stephena Decatura.